# Nobaism Zom
Der Nobaism Zom (auch Nobaisum Zom) ist ein Berg im pakistanischen Teil des Hindukusch.  

## Lage
Der Nobaism Zom hat eine Höhe von 7070 m. Er ist über einen 6350 m hohen Sattel mit dem 3,46 km weiter nördlich gelegenen Shingeik Zom verbunden. Den Dominanz-Bezugspunkt des Nobaism Zom bildet jedoch der 2,9 km weiter südlich gelegene Nordgipfel des Istor-o-Nal. Ein 6520 m hoher Sattel befindet sich dazwischen. Dies ergibt eine Schartenhöhe von 550 m, so dass der Nobaism Zom als eigenständiger Berg gilt. An seiner Nordostflanke erstreckt sich der Südliche Atrakgletscher, ein Tributärgletscher des Atrakgletschers. Nach Westen verläuft ein Berggrat, der von einem Seitengletscher des Oberen Tirichgletschers umströmt wird.
Der Nobaism Zom wurde am 10. Juli 1967 von den Österreichern Kurt Diemberger und Kurt Lapuch erstbestiegen.